# Ишменево (Башкортостан)
Ишменево (баш. Ишмән) — деревня в Буздякском районе Республики Башкортостан Российской Федерации. Входит в состав Каранского сельсовета.

## География

### Географическое положение
Расстояние до:
- районного центра (Буздяк): 17 км,
- центра сельсовета (Каран): 2 км,
- ближайшей ж/д станции (Буздяк): 17 км.

## Население
| 2002 | 2009 | 2010 |
| ---- | ---- | ---- |
| 52   | ↗62  | ↘53  |

Национальный состав
Согласно переписи 2002 года, преобладающие национальности — башкиры (73 %), татары (27 %).